# Пихало

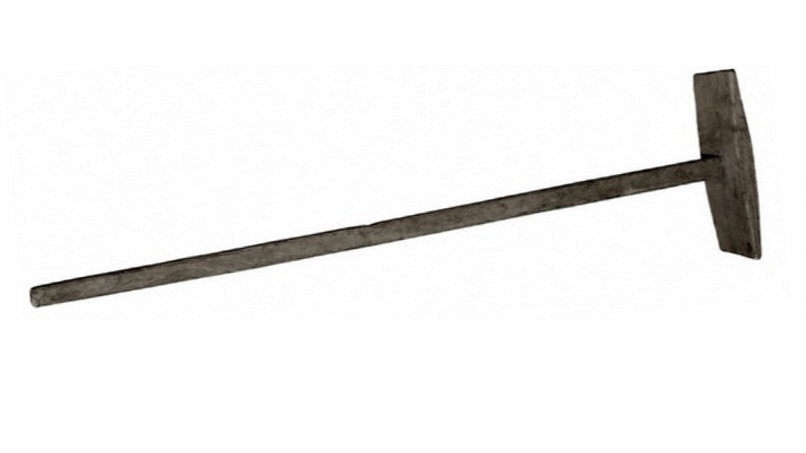
Пихало (пехло) для уборки снега

Пихало или пехло — специальный деревянный ручной инструмент служащий для выгребания из печи положенного для просушки зернового хлеба (также золы и угля). Пехло большего размера используется также для отгребания снежных наносов.
Состоит из короткой прочной доски (иногда со скруглёнными гранями), в середину которой вставлен в качестве рукоятки длинный черенок. Иногда, для усиления крепления рабочей поверхности и рукоядки, на пехло добавляют диагональные рейки.
В настоящее время словом «пехло» изредка обозначают навесную лопату для трактора используемую для уборки снега.